# Dysmúzie
Dysmúzie v užším slova smyslu je porucha, která patří mezi specifické poruchy učení (SPU), na rozdíl od jiných SPU (jako je např. dysgrafie) však nemá tak nepříznivé společenské důsledky. V širším slova smyslu se může jednat o poruchu ve složce receptivní (postižený nedokáže rozpoznat tóny, melodie, hudební nástroje apod.) či expresivní (postižený špatně reprodukuje tóny, melodie a písně, nedokáže správně zacházet se smyčcem, neobratně používá prstoklad), vyloučena není ani kombinace obou složek, pak je ale vhodnější užít názvu amúzie.  
Porucha se vyskytuje velmi často izolovaně (není doprovázena výskytem jiných SPU).
Mezi charakteristické projevy této SPU, podle kterých ji lze relativně snadno identifikovat, patří narušení smyslu pro rytmus a tóny, neschopnost hudbu reprodukovat či vnímat její emocionální stránku, snížení celkového zájmu o hudbu, špatná manipulace i s jednoduchými hudebními nástroji, problémy či úplná neschopnost při čtení notového zápisu apod. Z psychologického hlediska je problematické zejména ochuzení o příjemné estetické prožitky. Jelikož se jedná o jednu z forem mezilidské komunikace, má tato porucha dopad také na sociální chování.